# Dango
Dango (団子?) är en japansk dumpling och sötsak

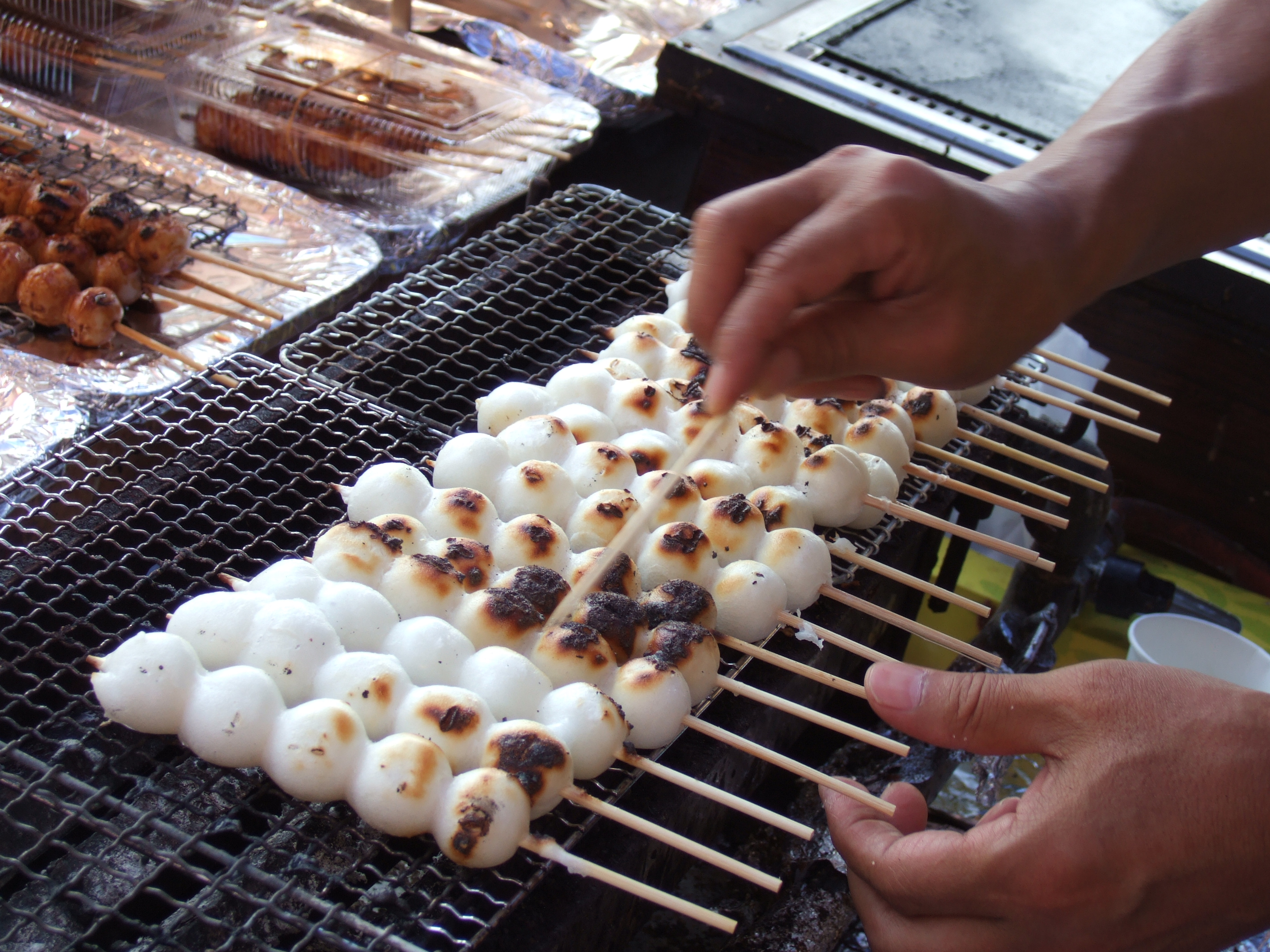
Yaki dango förbereds

gjord av mochiko (もちこ, rismjöl). Det serveras ofta tillsammans med grönt te.
Dango äts året om, men smaksättningen varierar efter säsong. Traditionellt serveras tre till fyra dango på ett grillspett.